# Quellmoor bei Neuenhähnen
Quellmoor bei Neuenhähnen este o arie protejată (arie specială de conservare — SAC, sit de importanță comunitară — SCI) din Germania întinsă pe o suprafață de 6,35 ha, integral pe uscat.

## Localizare
Centrul sitului Quellmoor bei Neuenhähnen este situat la coordonatele 50°50′33″N 7°32′08″E / 50.8425°N 7.5356°E.

## Înființare
Situl Quellmoor bei Neuenhähnen a fost declarat sit de importanță comunitară în martie 2001 pentru a proteja un număr necunoscut de specii din flora spontană și fauna sălbatică aflate în arealul zonei. Situl a fost protejat și ca arie specială de conservare în decembrie 2005.

## Biodiversitate
Situată în ecoregiunea continentală, aria protejată conține 1 habitat natural: Pajiști umede nord-atlantice cu Erica tetralix.
La baza desemnării sitului se află un număr nedeclarat de specii protejate.
Pe lângă speciile protejate, pe teritoriul sitului au mai fost identificate 3 specii de plante.